# راهول راجيش
راهول راجيش (بالإنجليزية: Rahul Rajesh)‏ هو مترجم وشاعر هندي، ولد في 1976.